# チェルシー (グループ)
チェルシー（ロシア語：Челси）は、デニス・ペトロフ、アルセーニー・ボロディン、アレクセイ・コルズィンから構成される、ロシアの国民的アイドルグループ、ロックバンド。　2011年にロマン・アルヒポフが脱退した。

## メンバー
- デニス・ペトロフ（Денис Петров、1984年7月8日 -、 北オセチア共和国出身）。
- アルセーニー・ボロディン（Арсений Бородин、1988年12月13日 - 、ロシア中央部バルナウル出身）。
- アレクセイ・コルズィン（Алексей Корзин、1986年5月18日 - 、ムルマンスク郊外出身）。

## 旧メンバー
- ロマン・アルヒポフ（Роман Архипов、1984年11月9日 - 、ゴーリキー（現ニジニノヴゴロド）出身）2011年脱退。

## 概要
- ロシアのオーディション番組「Фабрика Звёзд（スター工場）」のシーズン6出身。もともとはライバル同士だった4人が、この番組をきっかけにグループを結成してデビュー。